# Susanne Nedergaard
Susanne Nedergaard es una deportista neerlandesa que compitió en duatlón.
Ganó una medalla de bronce en el Campeonato Mundial de Duatlón de 1996 y una medalla de bronce en el Campeonato Europeo de Duatlón de 1995. Además, obtuvo una medalla de plata en el Campeonato Mundial de Duatlón de Larga Distancia de 1997.

## Palmarés internacional
| Campeonato Mundial | Campeonato Mundial | Campeonato Mundial | Campeonato Mundial |
| Año                | Lugar              | Medalla            | Prueba             |
| ------------------ | ------------------ | ------------------ | ------------------ |
| 1996               | Ferrara (Italia)   | Medalla de bronce  | Individual         |
| Campeonato Europeo |                    |                    |                    |
| Año                | Lugar              | Medalla            | Prueba             |
| 1995               | Veszprém (Hungría) | Medalla de bronce  | Individual         |

| Campeonato Mundial | Campeonato Mundial | Campeonato Mundial | Campeonato Mundial |
| Año                | Lugar              | Medalla            | Prueba             |
| ------------------ | ------------------ | ------------------ | ------------------ |
| 1997               | Zofingen (Suiza)   | Medalla de plata   | Individual         |